# Honda Varadero 125
Honda XL125V Varadero je motocykl japonské firmy Honda, které dostaly jméno podle kubánské pláže Varadero.

## Popis
Motocykl „první generace“ se vyráběl od roku 2001 do roku 2006. Byl vybaven dvouválcovým motorem do V 90° o obsahu 125 ccm o rozvodu OHC se dvěma ventily na válec, plněn byl dvojicí karburátorů značky keihin a dosahoval výkonu 11 kW při 11 000 otáčkách za minutu který dokázal motocykl ve spojení s pětistupňovou převodovkou a sekundárním převodem 14/44 dostat až za hranici udávaných 110 km/h, zkušenosti některých uživatelů odkazují na rychlost 120 až 130 km/h. Od roku 2007 se již vyráběla druhá generace která dostala pár úprav co se designu týče a motor dostal vstřikování které lépe hospodaří s palivem ale ukázalo se že motocykl přišel o kroutivý moment a oproti verzi s karburátorem je motocykl méně dynamičtější. 

## Technické parametry
- Rám: dvojitý ocelový
- Suchá hmotnost: 149 kg
- Pohotovostní hmotnost: 167 kg
- Maximální rychlost: 110 km/h (nebo omezená na 80 km/h – motocykly pocházející ze SRN)
- Spotřeba paliva: 3,8 l/100 km